# Rasbo kyrka
Rasbo kyrka är en kyrkobyggnad i Rasbo socken i Uppsala stift. Den är församlingskyrka i Rasbo-Rasbokils församling. Kyrkan ligger i Gåvsta vid länsväg 288 cirka 12 kilometer nordöst om Uppsala, i Uppsala kommun, Uppland.

## Kyrkobyggnaden
Kyrkan är en av de största landsortskyrkorna i Uppland. Uppgifter om en källa under tornet tyder på att den kan ha grundlagts som dopkyrka. Det är en medeltida gråstenskyrka med latinsk korsplan, västtorn, vapenhus i söder och sakristia i norr. Kyrkans gavelrösten är dekorerade med blinderingar. Den spetsbågiga sydportalen har rikt profilerad tegelomfattning. Västra korsarmen och tornet anses ha uppförts vid slutet av 1200-talet, då förmodligen som långhus med smalare kor. Lansettformade fönster med gråstensomfattning i torn och långhus. Vapenhuset, med sekundärt valv, tillkom senare, förmodligen i början av 1300-talet. Omkring 1400-talets mitt slogs långhusets valv, kalkmålningarna är enligt inskrift daterade 1456. Mot medeltidens slut utvidgades kyrkan med nytt kor, korsarmar och sakristia. Kyrkans exteriör putsades i gult och fönster upptogs och förstorades på 1760-talet. Tornhuven tillkom 1802, efter det senaste av två blixtnedslag i tornets historia. 1827 fick fönstren sin nuvarande storlek, och tornet skildes från långhuset. Interiören återfick sin mer ursprungliga karaktär vid 1925-års restaurering. I kyrkan lägger man märke till det nya Mariakoret i norra korsarmen med altarskåp i ikonteknik av Bengt Olof Kälde. Kälde har också gjort en större väggmosaik i församlingshemmet med motiv från Rasbobygden.

## Inventarier
- Krucifix av ek av Rasbomästaren (enl. NE), från 1300-talets första fjärdedel, (bilder).
- Krucifix av ek från verkstad i mälardalen, från 1400-talets andra hälft, (bilder).
- Kalkmålning, mälardalsskolan 1453, (bilder).
- Altaruppsats av gotländsk sandsten, skänkt 1649 av Frötunas ägare riksrådet och amiralen Åke Ulfsparre af Broxvik och hans hustru Margareta Kyle till Älvgärde.
- Predikstol skänkt av Åke Ulfsparre
- Dopfunt i gotländsk sandsten, skänkt 1950 av kyrkliga ungdomskretsen.
- Glasmålningar i korfönstren efter skisser av Olle Hjortzberg.
- Altarskåp i ikonteknik i Mariakoret. "Maria Barmhärtighetens moder", på flyglarna S:ta Birgitta och S:t Olof,  målad av Bengt Olof Kälde (1996).
- Ikon, Kristi ansikte, "Mandylion", i södra korsarmen, av Bengt Olof Kälde 2000
- Storklockan, gjuten 1583, spräckt 1708 och omgjuten 1710 av Gerhard Meyer, Stockholm.
- Lillklockan, omgjuten två gånger, 1684 och 1694, hos Hans Jacob Bierman, Stockholm och sedan en tredje gång, 1723, hos Gerhard Meyer den yngre.
- Tredje klockan är av medeltida ursprung och användes tidigare av tornuret som slagklocka och hänger i tornets lanternin med sin slaghammare.

## Orglar
- 1710 omtalas en äldre orgelläktare i koret.

### Hedlundpositivet
- 1747 Vid en allmän sockenstämma den 7 juni 1747 är det ingen som har något att erinra mot förslaget att man ”måtte få Orgewerk” i sin stora kyrka. Kostnaden skulle tas ut genom frivilliga sammanskott. ”Hofjägmästarn Wällborne Herr Joh: Gust. Gyllenkrok” på Frötuna åtar sig att beställa ett orgelverk i Stockholm och så småningom upprättas ett kontrakt med orgelbyggare Olof Hedlund om ett 11-stämmigt positiv.
- 1749: Vid Olof Hedlunds död den 20 april är arbetet dock ej riktigt klart, utan positivet färdigställs av vagnmakare, akademismed och amatörorgelbyggare Carl Holm, Uppsala (†1764), som utför intonation och stämning av verket. Orgeln kostade 5600 daler.[1]

Ursprunglig disposition (rekonstruerad):
| Manual C-d³                    |
| Quintadena 16' (Ullman 1918)   |
| Principal 8' (fasad)           |
| Spetz Fleute 8’ (Erikson 1918) |
| Octava 4' (?)                  |
| Gedact 4' (Erikson 1918)       |
| Qvinta 3' (eg. 2 2/3’) (?)     |
| Octava 2' (?)                  |
| Mixtur IV chor. (1850)         |
| Trompet 8’ (Strand 1829)       |
| Trompet 4’, B (Ullman 1918)    |
| Vox humana, D                  |
| Sperventil (?)                 |
| Tremulant (?)                  |

- 1776: Reparation och ev. tillbyggnad av bihangspedal av organisten och orgelbyggaren Niclas Söderström, Nora (1730-1810).
- 1789: Renovering, ”ny temperatur” och ”General-stämning” av orgelbyggare Carl Wåhlström, Stockholm (1736-efter 1789).
- 1830: Renovering och insättning av nya trumpetstämmor av orgelbyggare Pehr Zacharias Strand, Stockholm (1797-1844).
- 1851: Renovering och utbyte av Mixtur IV chor. mot Fugara 8’ av organist & amatörorgelbyggare Pehr Hedström, Norrala (1817-1876).
- 1895: Reparation och rengöring av instrumentmakare & orgelreparatör Sven Otto Creutz, Mariefred (1844-1900).

### Åkerman & Lunds-orgeln
- 1918: Åkerman & Lunds Nya Orgelfabriks AB, Sundbybergs köping, bygger ny pneumatisk orgel bakom Olof Hedlunds fasad från 1749 som blir stum. Orgelhuset flyttas bakåt för att ge plats åt ett fristående spelbord.
- 1974: Renovering, omdisponering och ändring till mekanisk/pneumatiskt system av  Åkerman & Lund Orgelbyggeri AB, Knivsta. Fasaden förblir stum. Orgeln har rooseveltlådor.

Disposition:
| Huvudverk C-f³ | Svällverk C-f³      | Pedal C-d¹                           | Koppel    |
| Borduna 16'    | Salicional 8’       | Subbas 16’ (transm. fr. Borduna 16') | I/P       |
| Principal 8'   | Violin 8’           |                                      | II/P      |
| Gamba 8’       | Rörflöjt 8’         |                                      | II/I      |
| Borduna 8’     | Flûte octaviante 4’ |                                      | 4’ I/I    |
| Oktava 4'      | Crescendosvällare   |                                      | 16’ II/II |
| Oktava 2'      |                     | Fasta kombinationer: p, mf & f       |           |

### Kororglar
- Några år för 1985 bygger Åkerman & Lund Orgelbyggeri, Knivsta, ett 4-stämmigt positiv.
- 1985: Firma Matti Erola OY, Nummela, Vichtis, Finland, bygger en helmekanisk orgel med slejflådor.

Disposition:
| Huvudverk C-g³          | Bröstverk C-g³ (sv.) | Pedal C-f¹ | Koppel              |
| Principal 8'            | Gedackt 8'           | Subbas 16' | Huvudverk/pedal     |
| Rörflöjt 8'             | Blockflöjt 4'        | Borduna 8' | Bröstverk/pedal     |
| Oktava 4'               | Principal 2'         | Fagott 16' | Bröstverk/huvudverk |
| Kvint 2 2/3’            | Scharf II chor. 1’   |            | Bröstverk 4’/pedal  |
| Waldflöjt 2'            | Trumpet 8’           |            |                     |
| Ters 1 3/5'             | Tremulant            |            |                     |
| Mixtur III chor. 1 1/3’ | Crescendosvällare    |            |                     |

- I Mariakoret i södra korsarmen finns en mindre orgel, på 1960-talet byggd av den danska firman Immanuel Starup & søn, senare omdisponerad av Mads Kjersgaard. Den har fyra stämmor med bihangspedal. Den har tidigare stått först i det numera nedlagda Sankt Olofs kapell, Uppsala. och därefter i Sankt Ansgars kyrka, Uppsala.

Disposition
| Manual       | Pedal   |
| Gedackt 8'   | Bihängd |
| Rörflöjt 4'  |         |
| Principal 2' |         |
| Sifflöjt 1'  |         |